# Pojoaque
Pojoaque /od tewa P'o-Suwae-Geh, = "Water Drinking Place," jedno od sedam pueblo plemena i puebala Tewa Indijanaca, porodica Tanoan, oko 15 milja (25 km.) sjeverno od Santa Fea u Novom Meksiku. Pojoaque je u prošlosti gotovo uništen u ratovima i od raznih bolesti, ali su se 1930.-tih godina preživjeli pripadnici okupili i vratili na svoje plemensko područje. Pleme ima 177 članova (1990.), u novije vrijeme preko 370, ali na pueblu živi preko 1,000 ne-indijanskih stanovnika 2000. Zbog svojih izvora pitke vode, Pojoaque je bio glavno okupljalište puebala do Pueblo ustanka 1680. San Francisco de Pojoaque bio je prva španjolska misija utemeljena rane 1600.-te. 
Nakon Pueblo ustanka Pojoaque je potpuno opustjeo povratkom Španjolaca 1692. ali se 1706. pet obitelji vratilo na plemensko zemljište. Iste godine podignuta je i crkvica koja je još u upotrebi. Sve od 1540 do 1848, Pojoaque je pod dominacijom Španjolaca i Meksikanaca, a od 1848. pripada SAD.-u. Negdje 1913. Pojoaque Puebli ponovno se raseljavaju i odlaze na rad u susjedne zajednice, da bi se 1932. ili najkasnije 1934. (po drugim podacima  Arhivirana inačica izvorne stranice od 26. prosinca 2007. (Wayback Machine)) iznova vratilo pet obitelji (14 pojedinaca) iz susjednih puebala i ponovno organizirali na svoj tradicionalan plemenski način. 
Plemensko vijeće bira se od punoljetnih pripadnika plemena starijih od 18. godina s mandatom na dvije godine.

## Vanjske poveznice
- Pojoaque Pueblo  Arhivirana inačica izvorne stranice od 22. prosinca 2007. (Wayback Machine)
- At Pojoaque, There's Zero Unemployment